# Викинги-рейдеры
«Военные рейдеры» (англ. The War Raiders) — американская команда в рестлинге, состоящая из Эрика и Ивара. В настоящее время команда выступает в WWE на бренде Raw.
Эрик и Ивар ранее были известны как «Военная машина» (англ. War Machine) и выступали под именами Рэймонд Роу и Хэнсон соответственно. Они известны по выступлениям в New Japan Pro-Wrestling (NJPW) и Ring of Honor (ROH) под этими именами, где они выиграли титулы командных чемпионов IWGP и титулы командных чемпионов мира ROH. Они являются первой и единственной командой, владевшей командными титулами ROH, IWGP, NXT и Raw.
За пределами Ring of Honor они также работали в нескольких независимых промоушенах Великобритании и США, включая Insane Championship Wrestling (ICW), Revolution Pro Wrestling (RPW), Progress Wrestling (Progress) и Pro Wrestling Guerrilla (PWG). «Военная машина» также выступали в Японии в Pro Wrestling Noah (Noah). Они подписали контракт с WWE в 2018 году под названием «Военные рейдеры» (англ. The War Raiders) и начали выступать на бренде NXT, где выиграли командное чемпионство NXT. В апреле 2019 года они были призваны на бренд Raw под названием «Опыт викингов» (англ. The Viking Experience) как Эрик (Роу) и Ивар (Хэнсон). Они быстро сменили название команды на «Викинги-рейдеры» и выиграли титул командных чемпионов WWE Raw в октябре того же года. В октябре 2024 года на канале Raw стали появляться загадочные сообщения с изображением скандинавских персонажей, которые переводились как «WAR», чтобы прорекламировать возвращение команды. В эпизоде 14 октября 2024 года название команды вновь было изменено на «Военные рейдеры».

## Титулы и достижения
- Brew City Wrestling
  - Командные чемпионы BCW (1 раз)
- New Japan Pro-Wrestling
  - Командные чемпионы IWGP (2 раза)[4][5]
- Pro Wrestling Illustrated
  - Хэнсон — № 108 в топ 500 рестлеров в рейтинге PWI 500 в 2016[6]
  - Роу — № 97 в топ 500 рестлеров в рейтинге PWI 500 в 2016[6]
- Ring of Honor
  - Командные чемпионы мира ROH (1 раз)[7]
- VIP Wrestling
  - Командные чемпионы VIP (1 раз)[8]
- What Culture Pro Wrestling
  - Командные чемпионы WCPW (1 раз)[9]
- WWE
  - Командные чемпионы NXT (1 раз)[10]
  - Командные чемпионы мира (2 раза)[11]
  - Чемпион 24/7 WWE (1 раз) — Эрик